# Отделёнов, Владимир Кузьмич
Влади́мир Кузьми́ч Отделёнов (1924—1993) — советский эстрадный и оперный певец (баритон), педагог. Заслуженный артист РСФСР (1972).

## Биография
Родился в селе Успеновка Новосильского уезда Тульской губернии (сейчас на территории Корсаковского района Орловской области). С детства жил в Москве (на Писцовой улице (дом №14а кв.7). 19 ноября 1942 был призван Рязанским военкоматом в ряды РККА. Участник Великой Отечественной войны, служил писарем-чертёжником в штабе полка. Весной 1944 года был зачислен баянистом в Краснознаменный ансамбль песни и пляски Красной Армии, с которым выступал на сотнях концертов на разных фронтах.
После демобилизации поступил на вокальное отделение в музыкальное училище и институт имени Гнесиных (класс педагога А. С. Штейн). В августе 1953 года в составе советской делегации был на IV Всемирном фестивале молодёжи и студентов в Бухаресте, где принял участие в вокальном конкурсе и был удостоен первой премии среди певцов-баритонов. После был принят в группу стажёров Большого театра. Быстро освоив классический репертуар, стал солистом театра, одновременно начав эстрадную карьеру, исполняя песни советских композиторов (в 1955 году вышла его первая пластинка на 78 оборотов с песней А. Я. Лепина «Тост за любимых»), а также камерные песни и арии из оперетт. В 1957 году принял участие в VI Всемирном фестивале молодёжи и студентов в Москве. В 1958—1960 годах стажировался в Болгарии, участвовал с Большим театром в гастролях по Великобритании, Франции и Японии. С 1963 года солист-вокалист Всесоюзное радио. В 1970-е годы ведущий солист Московской государственной филармонии.
С 1979 до конца своих дней преподавал на кафедре сольного пения в институте имени Гнесиных. С 1991 года профессор.
Умер 4 февраля 1993 года в Москве.

## Награды
- Заслуженный артист РСФСР (27.03.1972)
- Орден Отечественной войны I степени
- Медаль «За боевые заслуги» (1943)[1]